# Neotamias ruficaudus
La ardilla rayada de cola roja (Neotamias ruficaudus) es una especie de roedor de la familia Sciuridae.

## Distribución geográfica
Se encuentran en Alberta y Columbia Británica, en Canadá, y en Montana, Idaho y Washington en los Estados Unidos